# Sibianor caucasicus
Sibianor caucasicus is een spinnensoort uit de familie van de springspinnen (Salticidae). De wetenschappelijke naam van de soort werd voor het eerst geldig gepubliceerd in 2024 door Dmitri Viktorovich Logunov.
De soort komt voor in Rusland.